# Litoria lutea
Litoria lutea (tên tiếng Anh: Faro Island Treefrog) là một loài ếch thuộc họ Pelodryadidae.
Loài này có ở Papua New Guinea và quần đảo Solomon.
Môi trường sống tự nhiên của chúng là rừng ẩm vùng đất thấp nhiệt đới hoặc cận nhiệt đới.
Chúng hiện đang bị đe dọa vì mất môi trường sống.